# Elektrizitätswerk Schlesien

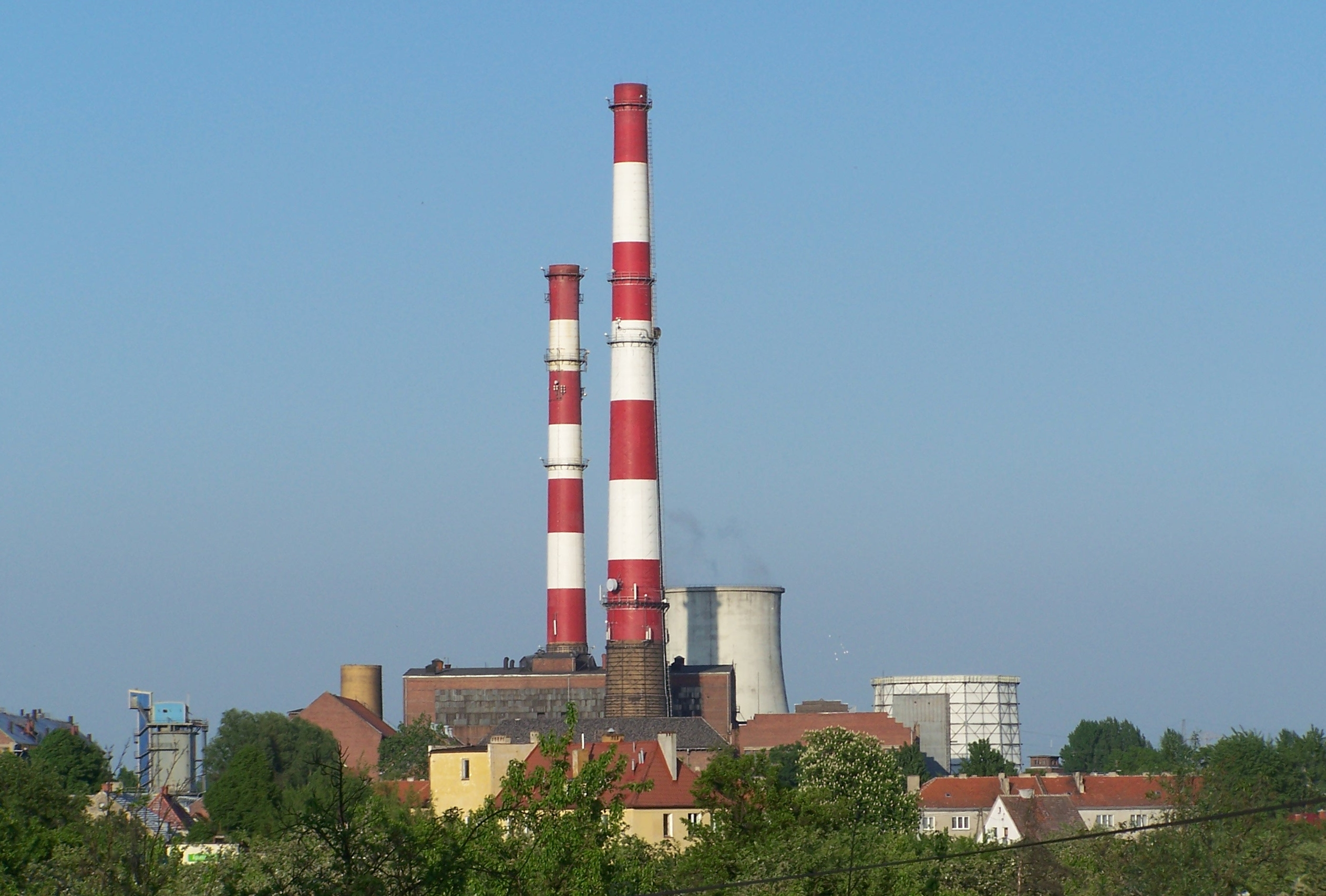
Das heutige Kraftwerk Siechnice, erbaut am ehemaligen Standort des Kraftwerks des EWS

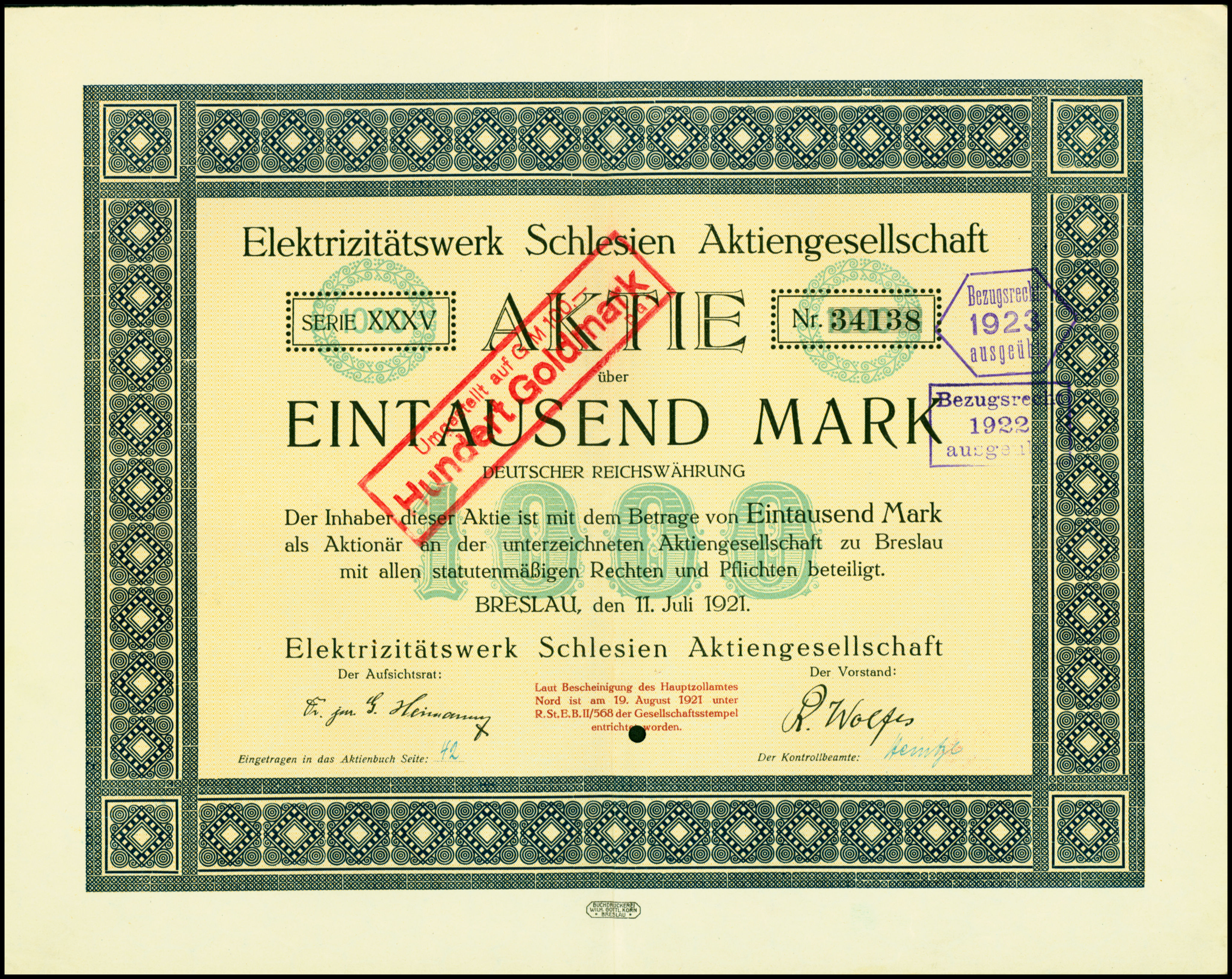
Aktie über 1000 Mark der Elektrizitätswerk Schlesien AG vom 11. Juli 1921

Die Elektrizitätswerk Schlesien AG (kurz EWS, Schreibweise auch Elektricitätswerk Schlesien) war ein von 1909 bis 1946 bestehendes Energieversorgungs- und Straßenbahn-Unternehmen mit Sitz in Breslau, der Hauptstadt Schlesiens.
Das Unternehmen wurde 1909 von der Allgemeinen Elektricitäts-Gesellschaft (AEG) über ihre Finanzierungs-Tochter Gesellschaft für elektrische Unternehmungen (Gesfürel) gegründet.  Anteilseigner waren neben der AEG die preußische Provinz Schlesien und einige Städte und Gemeinden im Versorgungsgebiet sowie später auch die Elektrowerke AG.
Das EWS baute in der Zeit der Elektrifizierung das elektrische Netz in der Region auf, betrieb die ersten Kraftwerke (Tschechnitz und Mölke) und versorgte Mittelschlesien mit Strom. Zuletzt waren etwa eine Million Einwohner in 654 Gemeinden über ein Leitungsnetz mit mehr als 2.500 km Länge angeschlossen.
1922 stieg das EWS durch eine Beteiligung an der Niederschlesischen Elektrizitäts- und Kleinbahn-AG in Waldenburg auch in das Geschäft mit elektrischen Bahnen ein.

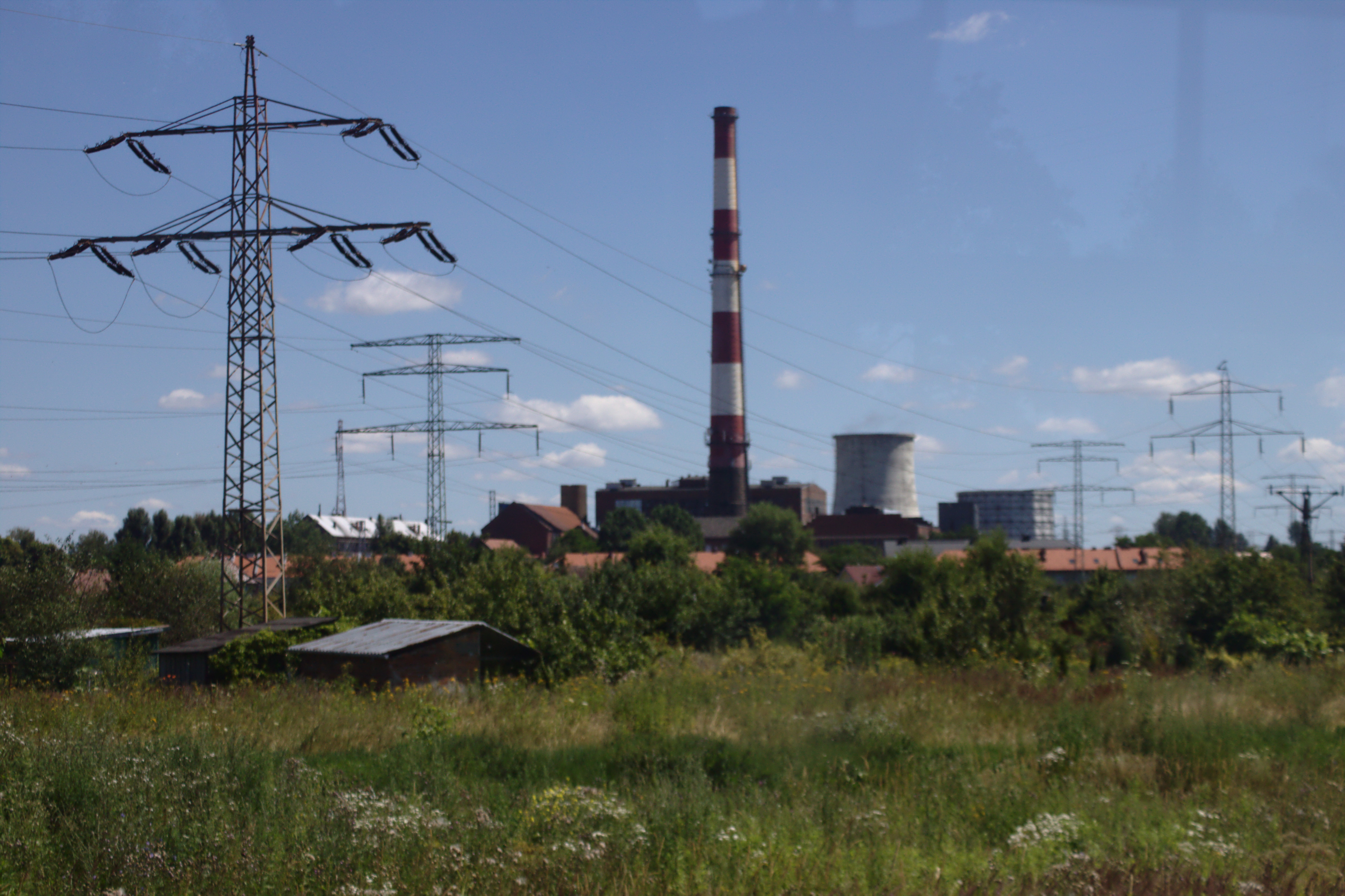
Im Vordergrund die heute noch bestehenden Originalmasten der 110-kV-Leitung von Tschechnitz nach Bunzlau

1927 wurde ein langfristiger Stromliefervertrag mit der Elektrowerke AG geschlossen, über den der überregionale Vertrieb und die Versorgung sichergestellt wurde. Zur Stärkung der Verbundwirtschaft verband das EWS 1927 das Mitteldeutsche Braunkohlerevier und das Waldenburger Steinkohlen-Revier (um Wałbrzych) durch eine 100-kV-Fernleitung von Bunzlau nach Tschechnitz (vgl. Abbildung).
Nach der Eroberung Schlesiens durch die Rote Armee am Ende des Zweiten Weltkriegs wurde das Unternehmen 1946 enteignet.